# Joshua Meyrowitz
Joshua Meyrowitz (* 1949) ist ein US-amerikanischer Kommunikationswissenschaftler und Medientheoretiker. Er war von 1988 bis 2017 Professor für Kommunikationswissenschaft an der Universität von New Hampshire. Sein Hauptwerk ist 1985 unter dem Titel No Sense of Place: The Impact of Electronic Media on Social Behavior, erschienen, 1987 auf Deutsch unter dem Titel Fernseh-Gesellschaft. Er untersucht darin die Auswirkungen des neuen Mediums auf das Selbstverständnis und Wirklichkeitsbewusstsein der Menschen in der Fernseh-Gesellschaft.

## Leben
Meyrowitz studierte Sozialwissenschaften am Queens College der City University of New York und promovierte 1978 an der New York University. Er beruft sich auf Marshall McLuhan und die kanadische Medientheorie, insbesondere auf Studien von Harold Adams Innis.

## No Sense of Place / Fernseh-Gesellschaft
Vordergründig werden die Inhalte eines Mediums wahrgenommen. Die wesentliche Veränderung einer Gesellschaft passiert aber, so Meyrowitz, im Hintergrund durch die strukturelle Wirkungen des Mediums. No Sense of Place beschreibt am Beispiel des Massenmediums Fernsehen, wie neue Kommunikationstechnologien die sozialen Beziehungen beeinflussen bis in das alltägliche Leben hinein. Für Meyrowitz ist das Fernsehen verantwortlich für eine bedeutende kulturelle Entwicklung: Das Fernsehen ist ein Medium, das es einer Masse von Zuschauern erlaubt, die Welt unabhängig von ihrem jeweiligen Ort aus der Sicht anderer Menschen zu sehen. So reißt das Fernsehen soziale Barrieren der Kommunikation nieder. Kinder können die Welt auch durch die Brille der Erwachsenen sehen, Frauen auch durch die Brille von Männern. No Sense of Place beruht auf seiner gleichnamigen Dissertation aus dem Jahre 1978 und wurde u. a. von Neil Postman betreut. Das 1982 von Postman publizierte Buch Das Verschwinden der Kindheit popularisierte Fallstudien aus der Dissertation von Meyrowitz.
Meyrowitz stützte sich auf Erving Goffman, der das soziale Leben der Face-to-Face-Interaktion als eine Form des Theaterspielens interpretiert und verband diese soziologische Analyse mit der Theorie von Marshall McLuhan über die Veränderung von Gesellschaft durch Medien. Der Titel ‘’No sense of place’’ weist darauf hin, dass das neue elektronische Medium Fernsehen die Gebundenheit von Kommunikation auflöst. Dabei geht es Meyrowitz um den geografischen Ortssinn, wenn die Welt zu einem globalen Dorf wird, genauso aber auch um die soziale Gebundenheit der Kommunikation in Rollen, Hierarchien, Geschlechter-Identitäten und festen sozialen Bezügen. In einer Fernsehgesellschaft wird das soziale Verhalten nicht mehr durch das (in der Sozialisation erworbene) spezielle Wissen über situationsadäquate Rollen strukturiert. Es gibt für ein Individuum immer weniger den selbstverständlichen Platz in der Gesellschaft, aus dem sich ergibt, „was sich ziemt“. Jedes Individuum hat flexible mediale Rollenvorbilder aus allen gesellschaftlichen Schichten und verschiedenen Kulturen.

## Fernseh-Demokratie
Meyrowitz beobachtete auch schon in den 1970er Jahren in den USA die Veränderungen der demokratischen Kultur hin zu einer „Fernsehdemokratie“. In den ersten Jahrzehnten des 20. Jahrhunderts war es auch in den westlichen Demokratien normal, dass die Wähler die Politik den politischen Führern vertrauensvoll überließen. Denn Politiker hatten Zugang zu besonderen Informationen und bezogen daraus ihren besonderen Status. Demokratie war für Max Weber eine Form der Auswahl der Führer. Durch das Fernsehen, so weist Meyrowitz nach, potenzierte sich das Wissen, dass jedermann – und jede Frau – über Politik und Politiker haben konnte. Das Fernsehen leuchtet auch die Hintergründe der Politik aus. Je mehr darüber bekannt ist, was ein mächtiger Repräsentant tut und was er nicht tut und nicht weiß, desto weniger legitim erscheint sein Anspruch auf Autorität.
Anti-Autoritäres Verhalten wird möglich, wenn „das Hintergrund-Verhalten unserer Autoritätspersonen“ enthüllt ist. Meyrowitz postuliert, dass die Explosion des kulturellen Konfliktes seit der der Mitte der 1960er Jahre nicht zufällig dann passierte, als die erste Generation, die vor Eintritt in die Schule schon das Fernsehen hatte, erwachsen wurde. Diese Generation verwarf die tradierten Rollen für Alt und Jung, für Frauen und Männer, für Autoritäten und gewöhnliche Bürger. So erscheinen die antiautoritären Proteste auf der Straße ganz stark auch ein Ergebnis der neuen Medien-Kultur. Denn die 1968’er Protestgeneration war die erste, die Einblick in den Hintergrund des Bühnenverhaltens der Politik hatte. Die internationale Medienberichterstattung etwa über den Vietnamkrieg hat jede rein nationale Interpretation infrage gestellt. Elektronischen Medien, so Meyrowitz, „unterminieren das ganze System abgestufter Hierarchie und delegierter Autorität“.
Kritisch merkt Wolschner an, dass es offenbar eine andere Frage sei, wie die Informationen verarbeitet werden. Selbst die politisch aktive studentische Elite sei damit offensichtlich überfordert gewesen: Ihre Weltbilder – in den USA wie in Europa oder in der Dritten Welt, seien „von schlichten Stereotypen gekennzeichnet. Das betraf sowohl die Projektionen auf die Gegner – Staat und herrschende Klasse – wie in den eigenen Visionen der befreiten Gesellschaft (Herbert Marcuse) oder der Zwangsbeglückung in einer kommunistisch wohlgeordneten Gesellschaft.“

## Werke
- No Sense of Place. The Impact of the Electronic Media on Social Behavior. Oxford University Press 1986
- Die Fernseh-Gesellschaft. Wirklichkeit und Identität im Medienzeitalter. Beltz, Weinheim 1987
- Die Fernseh-Gesellschaft I. Überall und nirgends dabei. Beltz, Weinheim 1990
- Die Fernseh-Gesellschaft II. Wie Medien unsere Welt verändern. Beltz, Weinheim 1990